# في الليل (قصة قصيرة)
في الليل (بالألمانية: Nachts) قصة قصيرة جداً من تأليف الكاتب التشيكي فرانز كافكا، كغيرها من أعماله التي كتبها في المذكرات فهي أشبه أن تكون قطعة بدلاً من قصة، وهي تتحدث عن الفراغ الذي يمكن أن ينغمس المرء فيه خلال الليل. كافكا يقول بأنه كتب هذه القصة تحت تأثير الأرق المستمر، والرغبة من أجل التنبيه إلى الخطر المحتمل للأشخاص في المجتمع غير المراقبين بينما يجب مراقبتهم.